# Plage de Preveli
La Plage de Preveli (en grec moderne Φοινικόδασος της Πρέβελης, Finikodasos tis Prevelis) est une plage située sur la côte sud de l'île grecque méditerranéenne de Crète. Elle se trouve dans la commune d'Agios Vasilios dans le district de Réthymnon, non loin du monastère de Preveli, qui lui a donné son nom. Selon la légende locale, le roi d'Ithaque, Ulysse, serait resté dans la région du lac Preveli après la fin de la guerre de Troie à son retour à Ithaque depuis Troie.

## Description
L'endroit est une destination touristique populaire en raison de la rivière Megalopotamos qui s'écoule à l'arrière de la plage, de la palmeraie dans la gorge et de la plage de sable aux eaux claires. Sur la plage, se trouve un rocher en forme de cœur, « La pierre des amoureux » selon les locaux.
La zone est accessible depuis le port de Plakias.

## Incendie
La majeure partie de la forêt de palmiers de Preveli a été brûlée dans le grand incendie du dimanche 22 août 2010. Près de 70 % de la forêt a été détruite. Mais la palmeraie de Prevelis, grâce à la résistance au feu inconnue jusqu'à récemment qui distingue le palmier dattier de Théophraste, a réussi non seulement à renaître mais aussi à maintenir en vie les mêmes palmiers adultes « incinérés » de Théophraste'. Au même moment, de nouvelles graines ont germé. Afin de favoriser la reforestation naturelle, des efforts ont été faits pour protéger la forêt du pâturage et du piétinement.

## Galerie

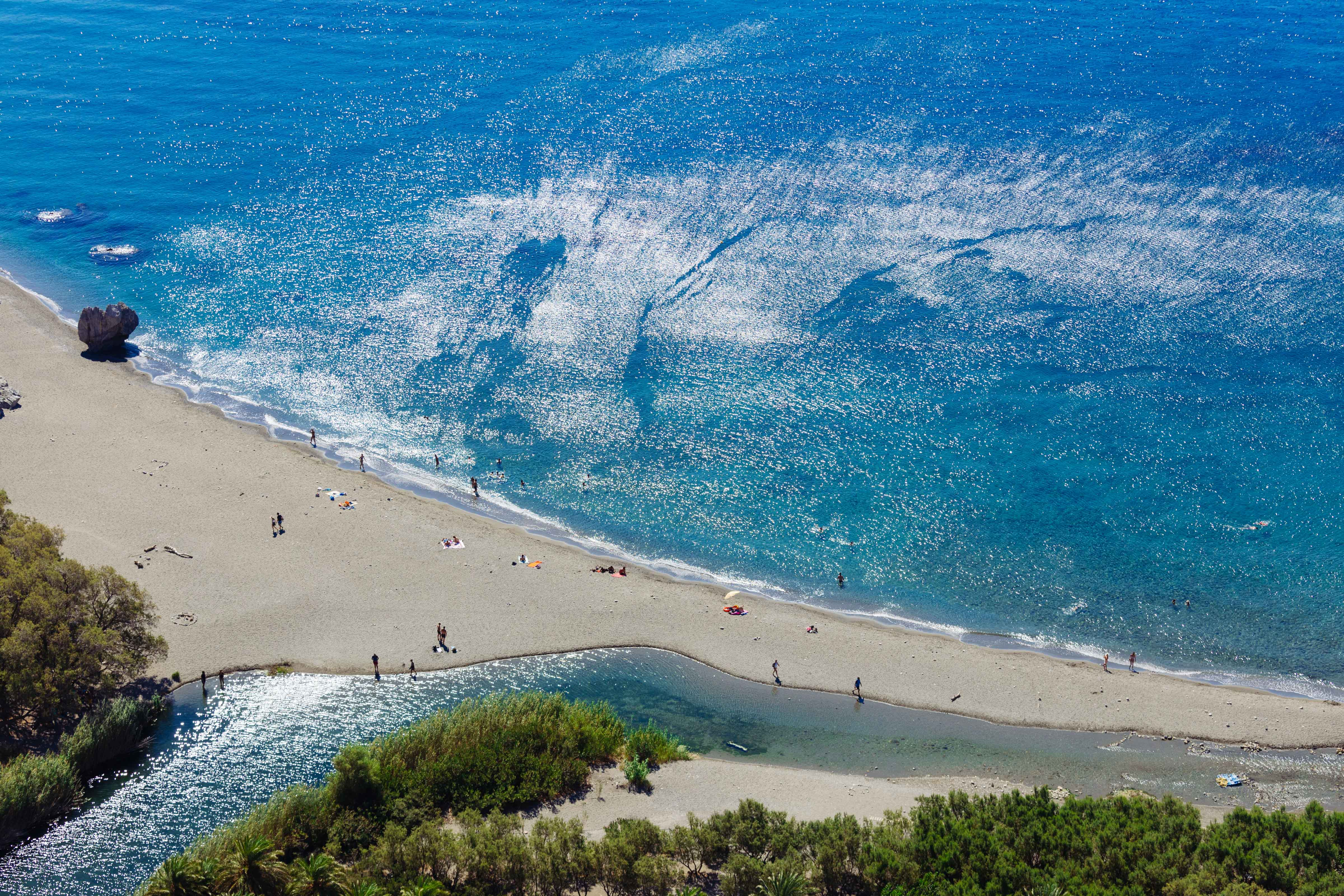
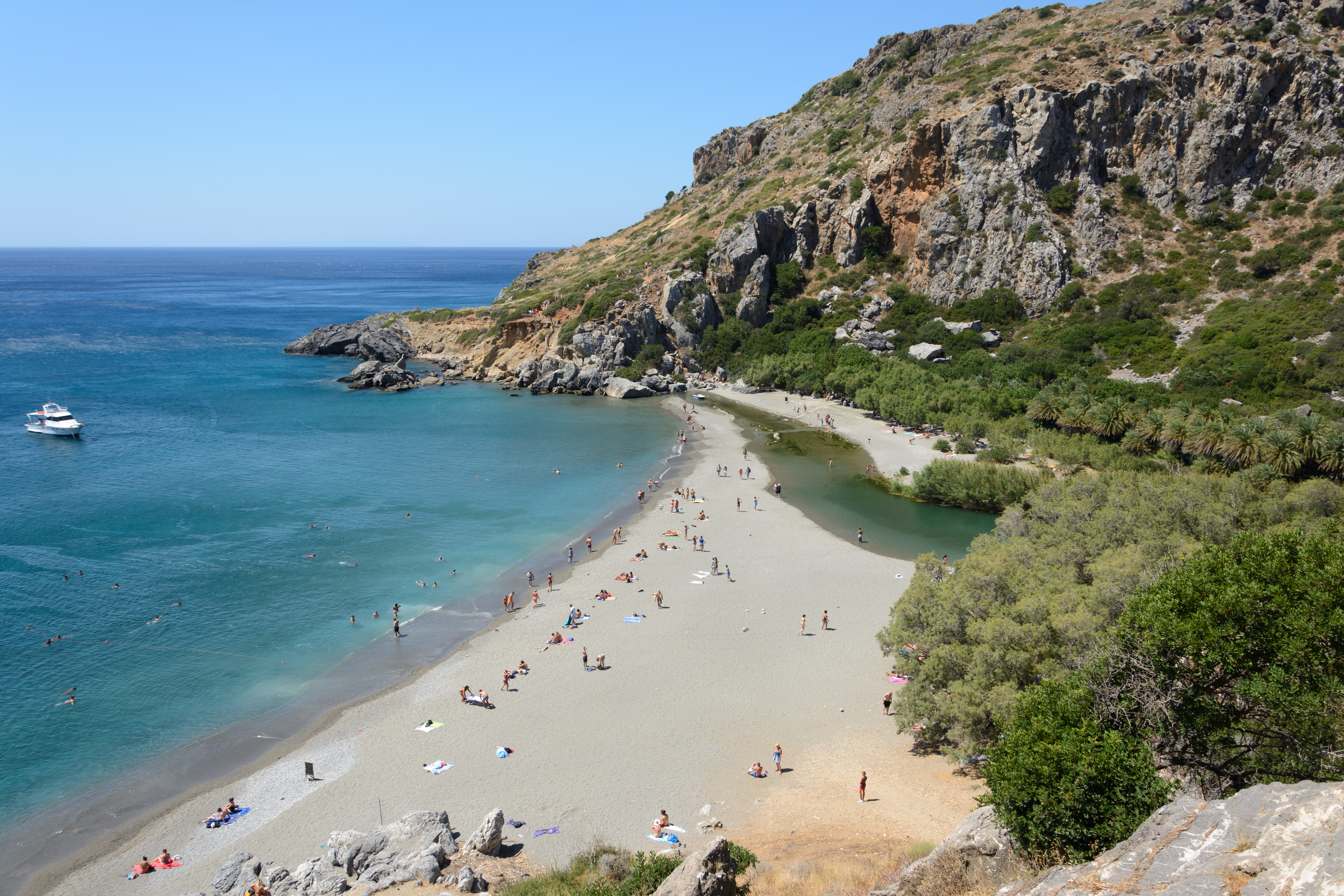
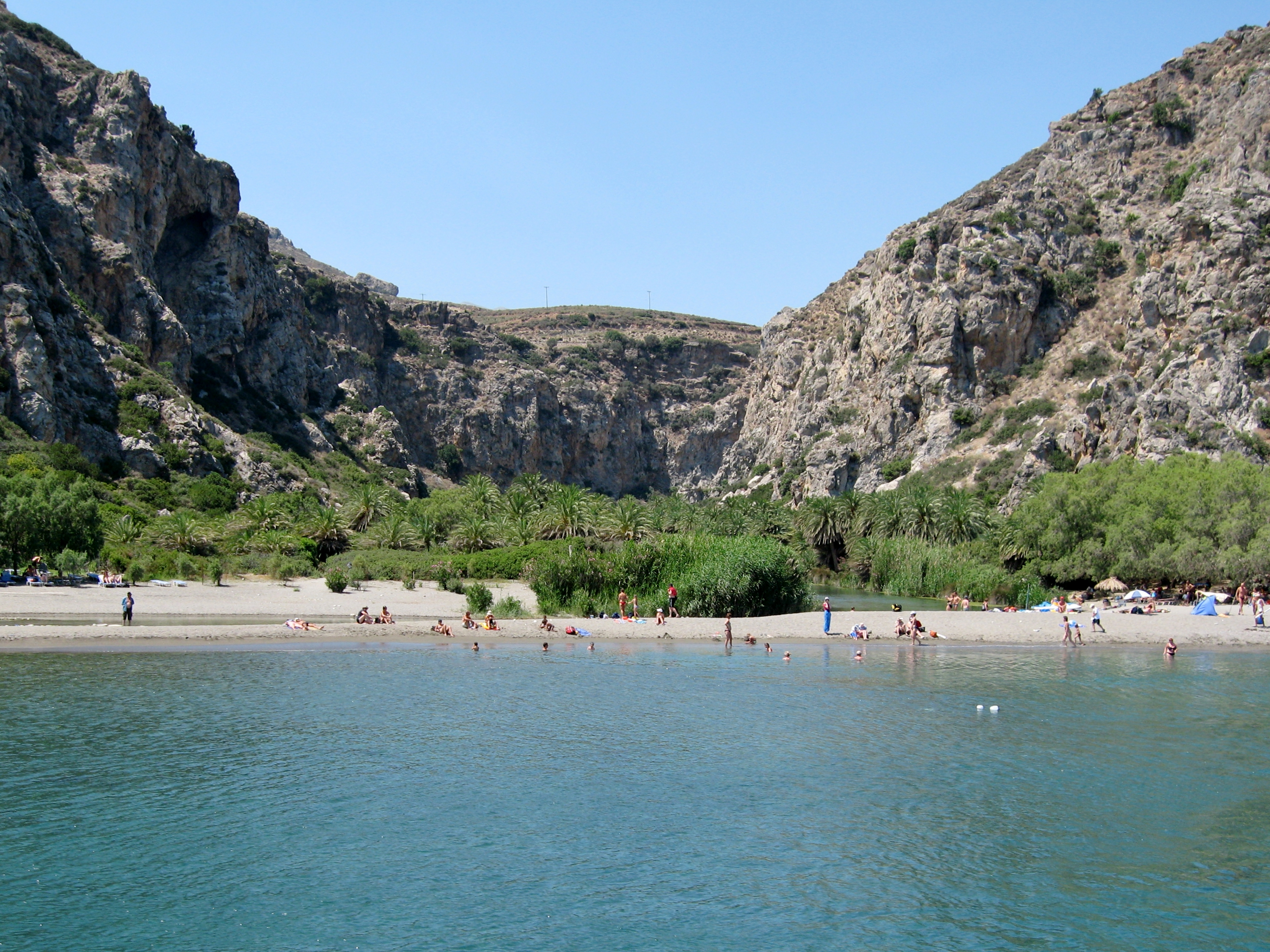
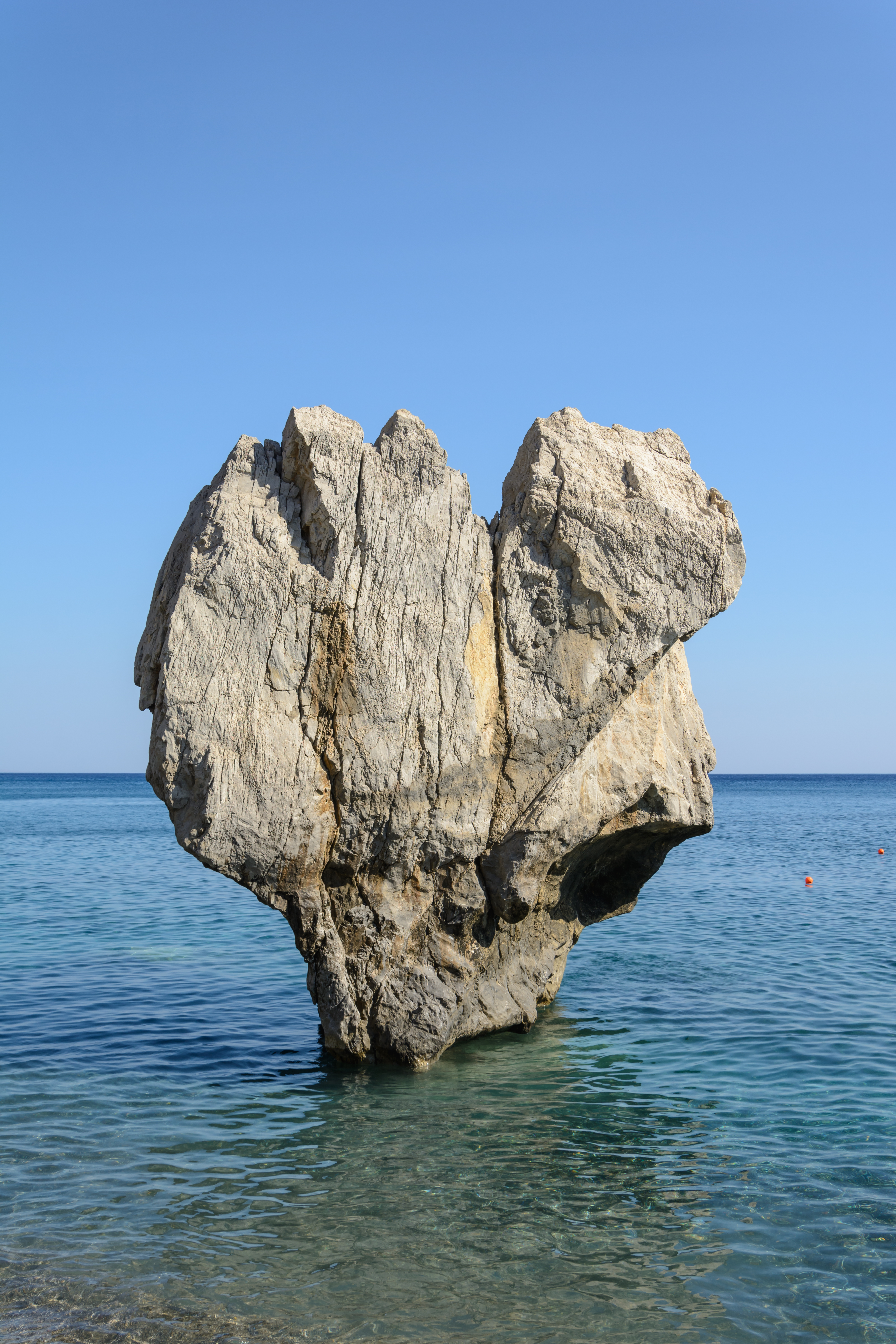
le "Rocher des amoureux"
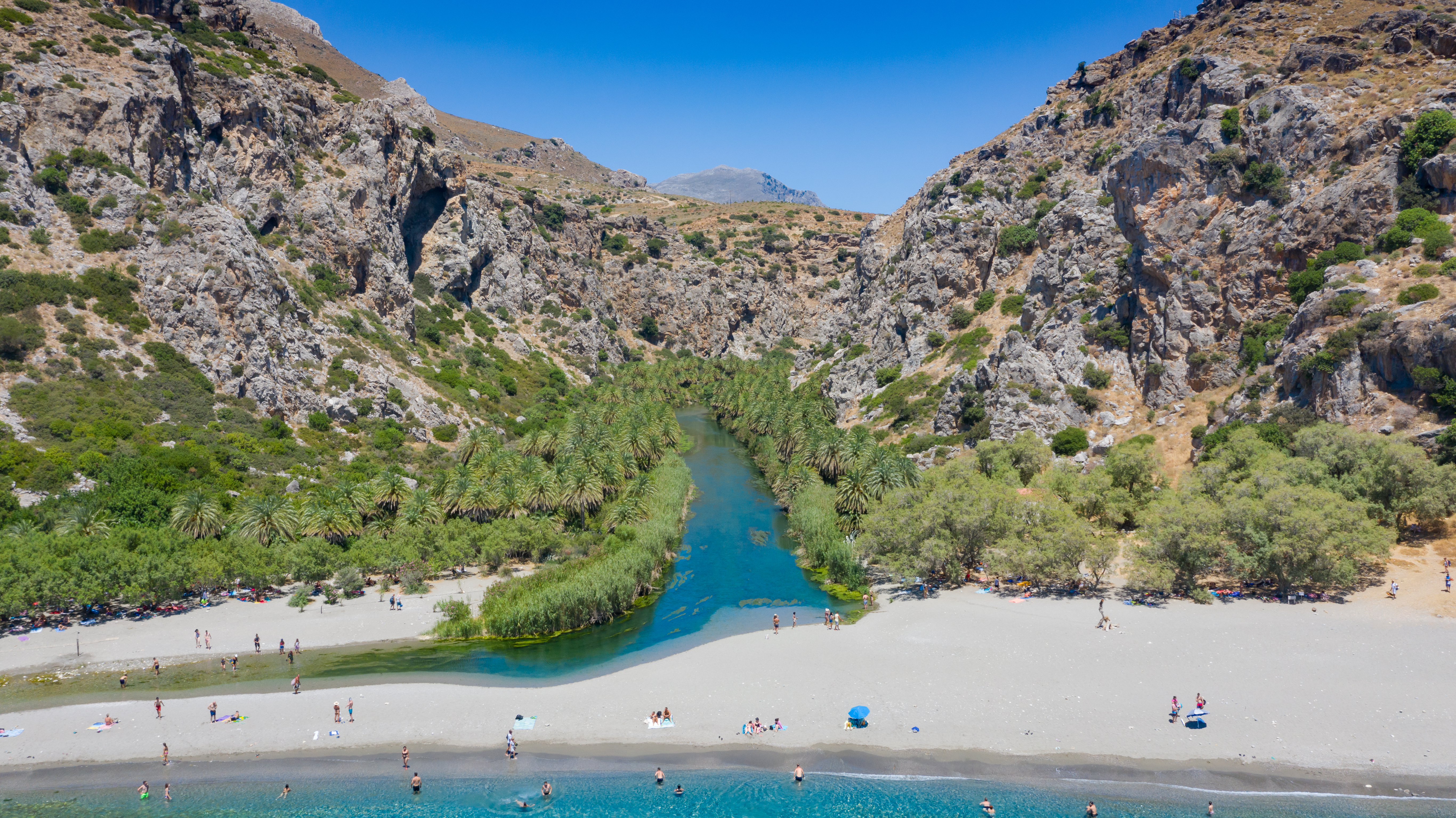
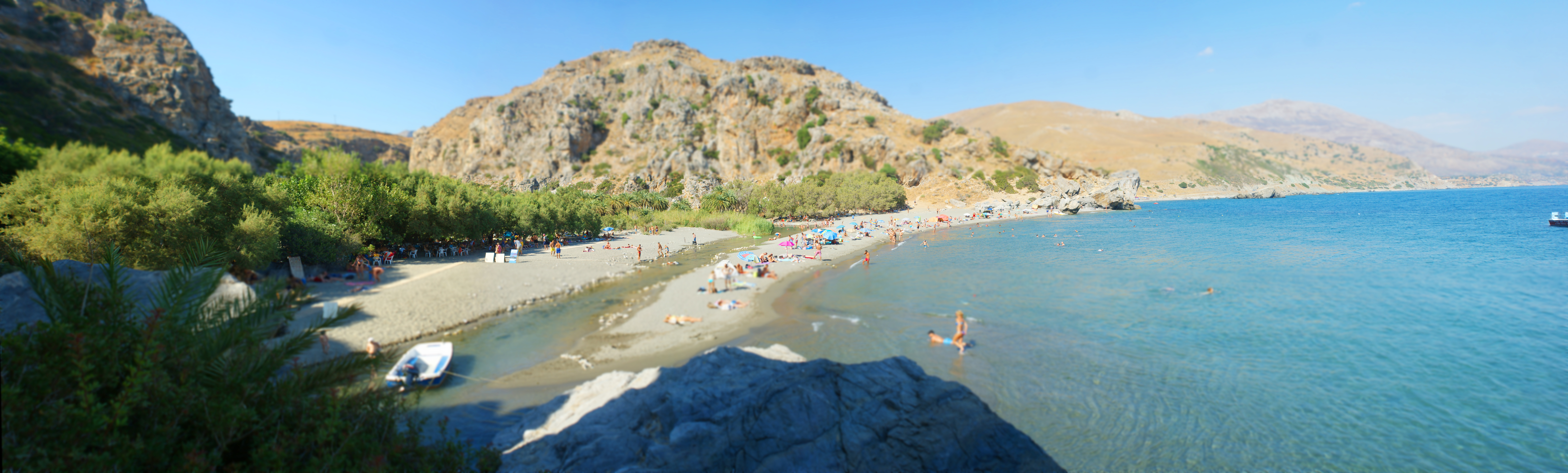